# Vardeegnens Gymnasieforberedende Efterskole
Vardeegnens Gymnasieforberedende Efterskole (ofte forkortet som VGE) er en efterskole beliggende lidt uden for Varde.
Skolen har i skrivende stund ca. 89 elever fordelt på ca. 23 9. klasses elever og 66 10. klasses elever.
Skolen har i alt 50 værelser, og man kommer til at dele værelse med 1, 2 eller 3 andre elever. De fleste værelser har desuden eget bad og toilet.
Vardeegnens Gymnasieforberedende Efterskole er en røgfri skole, hvilket gælder både for elever og personale.

## Historie
Det første elevhold på Vardeegnens Gymnasieforberedende Efterskole (tidligere: Vardeegnens Ungdomsskole) begyndte undervisningen i 1960. Dengang kom de fleste elever fra landbohjem. Drengene, der om sommeren var travlt optaget af arbejdet i marken, gik i skole om vinteren, mens pigerne gik i skole om sommeren.
Skolen startede i bygninger, som blev ledige, da Gellerup Skole blev nedlagt som landsbyskole. Siden er skolen blevet udbygget med bl.a. hal/teatersal, spisesal, værelsesfløje, musikhus m. studie og senest i 2008-09 med bl.a. et klassetorv til gruppearbejde, lektielæsning m.m., nyt naturfagslokale og opholdsområder med spil og hyggekroge.
Skolen ligger i udkanten af Gellerup Plantage ca. 4 km fra Varde.